# Bitwa pod Saint-Denis (1678)
Bitwa pod Saint-Denis (zwana także bitwą pod Mons) – starcie zbrojne, które miało miejsce 14 sierpnia 1678 podczas wojny Francji z koalicją.
Rankiem 14 sierpnia do obozu wojsk francuskich oblegających Mons przybył francuski dyplomata  D’Estrades z wiadomością o zawartym pokoju w Nijmegen. Jednocześnie przyszła wiadomość, że zbliża się armia holenderska z wyraźnym zamiarem zaatakowania wojsk francuskich. Główny obóz wojsk francuskich dowodzonych przez Luxembourga (40 000 żołnierzy) znajdował się na płaskowzgórzu osłoniętym od wschodu wąwozem strumienia Saint-Denis. Oddzielony był od reszty sił rzeką Haine z mostem na wschodnim brzegu Saint-Denis. Armia holenderska dowodzona przez Wilhelma Orańskiego (40 000 żołnierzy) natarła na obsadzone przez Francuzów opactwo Saint-Denis, gdzie było centrum Francuzów, a jednocześnie uderzyła na wieś Casteau, położoną przed lewym skrzydłem francuskim. Po zdobyciu Saint-Denis Wilhelm Orański upozorował uderzenie w kierunku mostu na Haine, wiążąc ogniem francuskie centrum, gdy w tym samym czasie siły główne zdobyły wieś Casteau. Luxembourg zostawił w centrum i na prawym skrzydle pierwszą linię piechoty dla wiązania Holendrów, a z resztą sił odbił wieś. Holendrzy ponieśli klęskę. Bezczynna dotąd jazda francuska prowadziła za nimi uporczywy pościg aż do zmroku. Obie strony straciły po ok. 4000 ludzi.

## Kwestie niewyjaśnione[1]
Bitwa pod Saint-Denis jest o tyle niezwykła, że została stoczona już po zawarciu pokoju między walczącymi stronami. Traktat pokojowy między Francją a Holandią został podpisany 10 sierpnia. W dość tajemniczych okolicznościach informacja ta nie dotarła do Wilhelma Orańskiego na czas by powstrzymać go od uderzenia na wojska Ludwika XIV stacjonujące pod Saint-Denis, na zachód od Mons. Współcześni byli skłoni przypuszczać, że Wilhelm Orański już przed bitwą wiedział o fakcje podpisania pokoju. Ostatecznie informacja o tym fakcje przybyła do obozów obu armii w nocy po bitwie.